# Neon nigriceps
Neon nigriceps là một loài nhện trong họ Salticidae.
Loài này thuộc chi Neon. Neon nigriceps được Elizabeth Bangs Bryant miêu tả năm 1940.